# Benalup-Casas Viejas
Benalup-Casas Viejas ist eine Kleinstadt und eine südspanische Gemeinde (municipio) mit 7.228 Einwohnern (Stand: 2024) im Süden der Provinz Cádiz in der Autonomen Region Andalusien. 

## Geografie
Die Gemeinde liegt im Süden der Provinz Cádiz. Sie liegt zwischen den Gemeinden Alcalá de los Gazules und Medina-Sidonia.

## Geschichte
Im Jahr 1933 wurde hier ein Aufstand von Anarchisten niedergeschlagen.  Eine kleine Gruppe von Militanten, die sich nach einem gescheiterten Aufstand der Verhaftung zu widersetzen versuchte, verbarrikadierte sich in einer Hütte, die niedergebrannt wurde, während die Anarchisten und ihre Familien noch drinnen waren. Soldaten und Polizisten verhafteten dann jeden im Dorf, der eine Waffe besaß, marschierten zu der rauchenden Asche der Hütte und schossen ihnen in den Rücken. 24 Menschen starben bei dem Vorfall. Dieses Ereignis gilt als ein wichtiger Faktor bei Sturz des Kabinetts von Manuel Azaña zu Zeiten der Zweiten Spanischen Republik. Die heutige Gemeinde entstand 1991 aus Teilen der Gemeinde Medina Sidonia.

## Sehenswürdigkeiten
- Cueva del Tajo de las Figuras. Neolithische Höhlenmalereien von Vögeln. Südandalusische Kunst (spanisch Arte Sureño)
- Festung und Turm von Benalup.